# Vannevar Bush
Pour les articles homonymes, voir Bush.
Vannevar Bush, né le 11 mars 1890 à Everett, dans le Massachusetts et mort le 30 juin 1974 à Belmont, dans le Massachusetts, est un ingénieur américain.
Conseiller scientifique du président Roosevelt et chercheur au Massachusetts Institute of Technology (MIT), il est principalement connu en tant que maître d’œuvre de la recherche scientifique des États-Unis lors de la Seconde Guerre mondiale et comme l'un des inspirateurs du Web.

## Biographie
Né le 11 mars 1890 à Everett (Massachusetts), Vannevar Bush soutient sa maîtrise en 1913. Chargé des inspections du matériel de la US Navy entre 1914 et 1915, il obtient un doctorat au MIT et à l'université Harvard entre 1916 et 1917. En 1919, il intègre le département d'électrotechnique du MIT auquel il appartiendra 25 ans durant. 
En 1922, il est l'un des fondateurs de l'American Appliance Company, qui changera sa dénomination sociale en 1925 pour Raytheon.
En 1927, il est le co-inventeur de l’« analyseur différentiel », un proto-ordinateur pesant une centaine de tonnes, capable de résoudre des équations différentielles à l'aide d'engrenages. Il se consacre ensuite aux appareils optiques, ainsi qu’au traitement automatisé des microfilms.
En 1932, Bush est nommé doyen de l’Institut, puis président du Carnegie Institute of Technology, devenu depuis l'Université Carnegie-Mellon, et titulaire d’une chaire au NACA (National Advisory Committee for Aeronautics, centre de recherche dans le domaine de l’aéronautique et ancêtre de l'agence spatiale NASA) en 1938. C’est à cette époque que l'État américain fait appel à lui pour réorganiser différentes officines gouvernementales. 
En 1938, il travaille à la mise au point du Comparator, un appareil resté à l'état de prototype qui utilisait des cellules photo-électriques pour indexer des documents à raison de 50 000 comparaisons de caractères par minute. Il essaie aussi de construire un analyseur, le Rapid Selector, en 1940.
En 1940, il est notamment chargé de l’organisation de la nouvelle National Defense Research Committee (NDRC) voulue par le Conseil de défense nationale et le président Franklin D. Roosevelt. 
Le but du NDRC était principalement la conception de nouvelles armes. D’éminents scientifiques y furent employés, tels Nikola Tesla et Edward Condon qui sera responsable de faire taire les rumeurs et de conclure scientifiquement à la non-viabilité de l’étude du phénomène OVNI. En 1947, le NDRC sera dissous en même temps que l’Office of Scientific Research and Development (OSRD), dont il était partie intégrante depuis juin 1940 par ordre exécutif. 
En 1941, Bush prend la tête de l’OSRD et devient le maître d’œuvre de la recherche scientifique des États-Unis en guerre, avec d’importants effectifs, environ 6 000 scientifiques. Il sera l'une des têtes pensantes du projet Manhattan qui conférera l’arme atomique aux États-Unis. Le 16 juillet 1945, à Alamogordo, il assista notamment à Trinity, le premier essai de l'ère atomique et fut un instigateur majeur du complexe militaro-industriel réunissant scientifiques, politiques et militaires qui devait décider de lancer la bombe atomique sur Hiroshima et Nagasaki dans le plus grand secret et à l'insu du Congrès. Il n'était pas sans savoir les conséquences de la radioactivité qui ont été sciemment dissimulées par une propagande visant à développer par la suite l'industrie nucléaire et la suprématie militaire des États-Unis.  
Il est l'un des pionniers du Web, à travers notamment son article « As We May Think », paru en 1945 dans le magazine The Atlantic Monthly, dans lequel il prédit l'invention de l'hypertexte selon les principes énoncés par Paul Otlet dans son Traité de documentation. Dans cet article, il décrit un système, appelé Memex, qui est une sorte d'extension de la mémoire de l'homme. Ce texte jette les bases de l'ordinateur et des réseaux informatiques. Il envisage de pouvoir y stocker des livres, des notes personnelles, des idées et de pouvoir les associer entre elles pour les retrouver facilement. Il y évoque déjà les notions de liens et de parcours, prenant pour modèle le fonctionnement par association du cerveau humain. 
Au mois de juillet 1946, Bush est nommé directeur du Joint Research and Development Board (JRDB) aux départements de la Guerre et de la Marine. Cette organisation dépendait du département de la Défense des États-Unis et s’efforçait de coordonner les travaux de recherche et de développement des différentes armes. 
De septembre 1947 à octobre 1948, il dirige le Development Board of the National Military Establishment avant d’être nommé en 1948 à la tête de la firme AT&T, puis de Merck & Co. Directeur dès 1950 de la National Science Foundation (NSF), qui se proposait de « promouvoir l’avancement de la science, faire évoluer la santé, la prospérité et le bien-être national et sécuriser la Défense nationale ». Il en restera membre jusqu’en 1955.
Il est président de la MIT Corporation de 1957 à 1959, puis président honoraire jusqu’en 1971. 
Il était franc-maçon.
Vannevar Bush meurt en 1974, cinq ans après son épouse Phoebe.
Matthew Modine interprète son rôle dans le film Oppenheimer de Christopher Nolan en 2023.